# Вийти заміж за капітана
«Вийти заміж за капітана» (рос. «Выйти замуж за капитана») — російський радянський художній фільм, поставлений на «Ленфільмі» в 1985 році режисером Віталієм Мельниковим, мелодрама.
Прем'єра фільму в СРСР відбулася в липні 1986 року.
14-е місце в прокаті (1986) — 11,5 млн глядачів.

## Зміст
Олена все життя була яскравим зразком вольової жінки. Вона звикла самостійно справлятися з проблемами і насолоджуватися своєю самостійністю. Та коли вона знайомиться з капітаном прикордонних військ, то розуміє, що відчувати поруч сильне плече і просто кохати набагато важливіше за показну незалежність.

## У головних ролях
- Віра Глаголєва — фотокореспондентка Олена Павлівна Журавльова
- Віктор Проскурін — капітан прикордонних військ Олександр Петрович Блинов

## Ролі
- Віра Васильєва — Журавльова Віра Семенівна, мама фотокореспондентки Олени
- Микола Рибников — Кіндрат Петрович, сусід Олени, склочник
- Юрій Демич — Лядов
- Тетяна Рудіна — Поліна, подруга Олени
- Світлана Крючкова — господиня «модного дому»
- Валентина Березуцька — мати Олександра
- Федір Одиноков — голова колгоспу Андрій Степанович

## В епізодах
- Микита Михайлівський — лейтенант міліції
- В. Кузьмін
- Валерій Кузін — заввідділу
- Г. Рябчун
- Ігор Бідних
- Сергій Поповський
- К. Закс
- Валерій Матвєєв
- Віра Вельямінова — ювілярка
- Микола Устинов
- А. Черепенко
- Л. Гушін
- Тетяна Захарова — офіціантка

## Місця зйомок
Зйомки проходили у Дніпропетровська й Новомосковську. Фонтан між ЦУМом й Центральним готелем на проспекті Карла Маркса. Також зйомки у ресторані "Маяк" у парку Шевченка й Слобожанському проспекті.

## Знімальна група
- Сценарій - Валентина Черних
- Режисер-постановник - Віталій Мельников
- Головний оператор - Борис Лизньов
- Головний художник - Белла Маневич
- Композитор - Ісаак Шварц
- Звукооператор - Ася Зверєва
- Редактор - Олександр Безсмертний
- Головний консультант - генерал-майор Іванчишин П. А.
- Консультант - полковник Давиденко А. А.
- Режисер - І. Москвитін
- Оператори - Юрій Шайгарданов, Лев Голубєв
- Монтаж - Зінаїда Шейнеман
- Грим - О. Смирнової
- Костюми - Ірини Каверзіной
- Постановка трюків - Олександра Пестова
- Оркестр Ленінградського державного академічного театру опери та балету ім. С. М. Кірова
  - Диригент - Емін Хачатурян
- Режисерська група - І. Шмельова, Е. Кривошеєв, М. Іванова
- Операторська група - С. Сидоров, Ю. Звєрєв
- Художник-декоратор - Т. Воронкова
- Фотограф - Ю. Трунілов
- Гример - Юрій Мальчугін
- Костюмер - А. Лебідінова
- Асистенти монтажу - Олена Кареліна, Раїса Лисова
- Реквізит - І. Гамаюнова
- Майстер світла - Н. Хонелідзе
- Цветоустановщік - А. Умнікова
- Адміністративна група - Г. Трильовська, Г. Ольхіна, В. Ініхов, В. Тертичний, Р. Берая
- Директор картини - Євгенія Діхнова

## Технічні дані
- повнометражний
- кольоровий

## Нагороди
- 1986 — щорічний конкурс журналу «Радянський екран»
  - Віра Глаголєва (найкраща актриса)
  - Микола Рибников (найкращий актор епізоду)